# Утёвка
Утёвка — село в Нефтегорском районе Самарской области, административный центр одноимённого сельского поселения.

## Краткое описание
В Утёвке есть Троицкий храм, библиотека, дом культуры, стадион с полноформатным футбольным полем, отделение полиции, служба пожарной охраны, почтовое отделение и телеграф, телефонный переговорный пункт, отделение сберегательного банка, детский сад, средняя общеобразовательная школа, музыкальная школа, больница, краеведческий музей при школе.
В окрестностях села находится Ветлянская оросительная система (водохранилища), обслуживающая три района области, имеющая большое значение в условиях зоны рискованного земледелия, к которой относится Самарская область.
Село Утёвка газифицировано; имеется водопровод и соответствующая служба по его обслуживанию и эксплуатации.
Большая часть населения занята в сельском хозяйстве. В советское время имелось два совхоза, в настоящее время имеются крупный маслоэкстракционный завод, входящий в перечень системообразующих предприятий Самарской области, пекарня и предприятия сельскохозяйственного профиля, утёвское отделение газового хозяйства, имеется лесхоз, есть фермерские хозяйства, предприятия производящие и реализующие строительные материалы.
В Утёвке имеется большое количество магазинов. По субботам в Утёвке работает крупная ярмарка (базар), на которой продаются товары самого широкого ассортимента.
В 2024 году Утёвка была внесена в перечень исторических поселений регионального значения, имеющих особое значение для истории и культуры Самарской области.

## Население
| 1959 | 2002  | 2010  | 2021  |
| ---- | ----- | ----- | ----- |
| 3905 | ↗4591 | ↗6091 | ↘5677 |

## История села

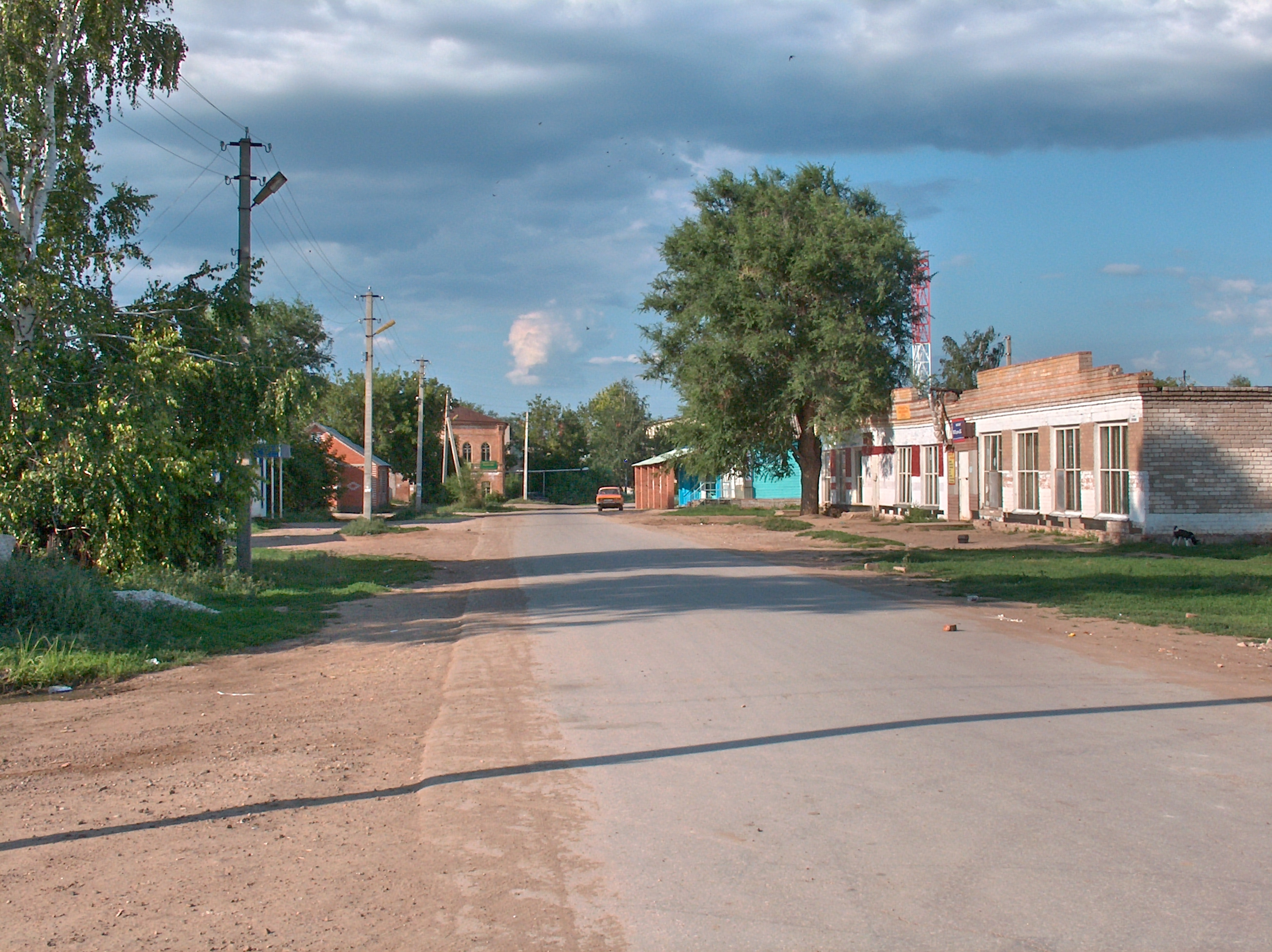
Вид Торговой улицы в районе школы и улицы «Красная площадь».

По устным преданиям поселение было заложено в 1742 году казаком Селезнёвым, переселившимся в эти места из Красно-Самарской крепости, располагавшейся в пяти вёрстах от этого места на реке Самаре, и построившим хутор между двумя речками — левыми притоками реки Самары, ныне носящими названия Курни и Утёвочка. В настоящее время это ориентировочно улица Саратовская села Утёвка. В дальнейшем (приблизительно в 1747—1752 годах) рядом с хутором Селезнёва стали селиться крестьяне, переселявшиеся в эти места из Пензенской губернии.
По одним сведениям название села — Утёвка, а в дальнейшем и речки Утёвочки произошло от того, что жители Красно-Самарской крепости стали называть поселенцев, поселившихся рядом с Селезнёвым, утятами. По другим сведениям первоначально поселение называлось Селезнёвка. Одними из первых поселенцев в этих местах были семьи Киселёвых, Утовкиных и Клюевых. Утовкин поселился на левом берегу одной из речек, которая в дальнейшем получила по его фамилии название Утёвочка, а вслед за этим и всё село стали называть Утёвкой. Первоначально село состояло из четырёх поселений — Селезнёвка, Утёвка, Киселёвка и Чернышёвка, разделённых между собой озёрами, находящимися и поныне на его территории.

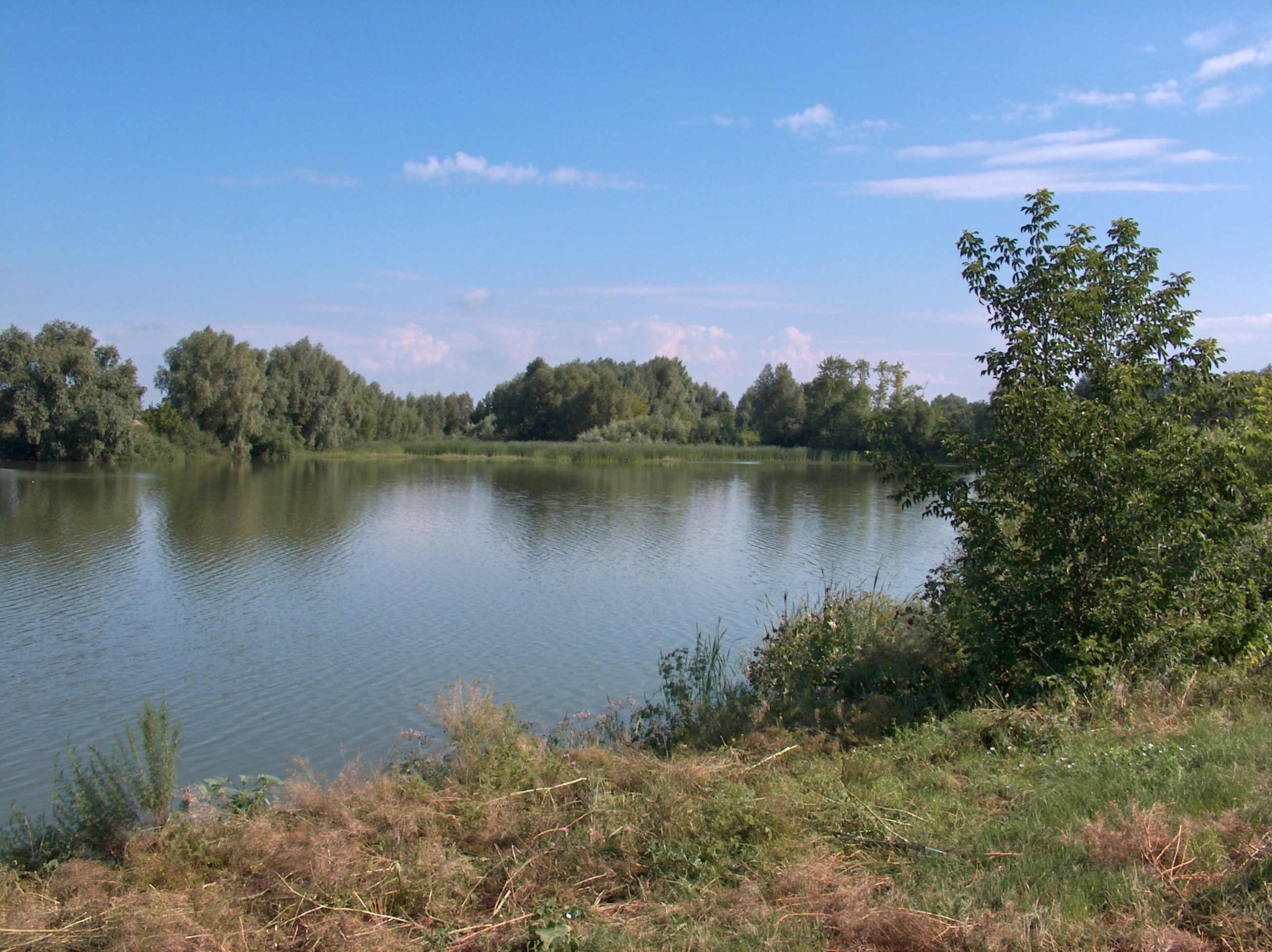
Вид утёвского озера летом

В село Утёвку во второй половине XVII (?) века и в первой четверти (?) XVIII века на жительство переселялись крестьяне из Тамбовской и Смоленской губерний, а также и из Симбирской, Владимирской, Костромской, Воронежской, Тверской, Смоленской и других центральных губерний России.
В конце XVIII — начале XIX века, когда приток переселенцев усилился, все четыре посёлка — Селезнёвка, Чернышёвка, Киселёвка и Утёвка — слились в одно село, названное Утёвкой.
Первые упоминания о селе Утёвка в официальных архивных документах встречаются с 1792 года.

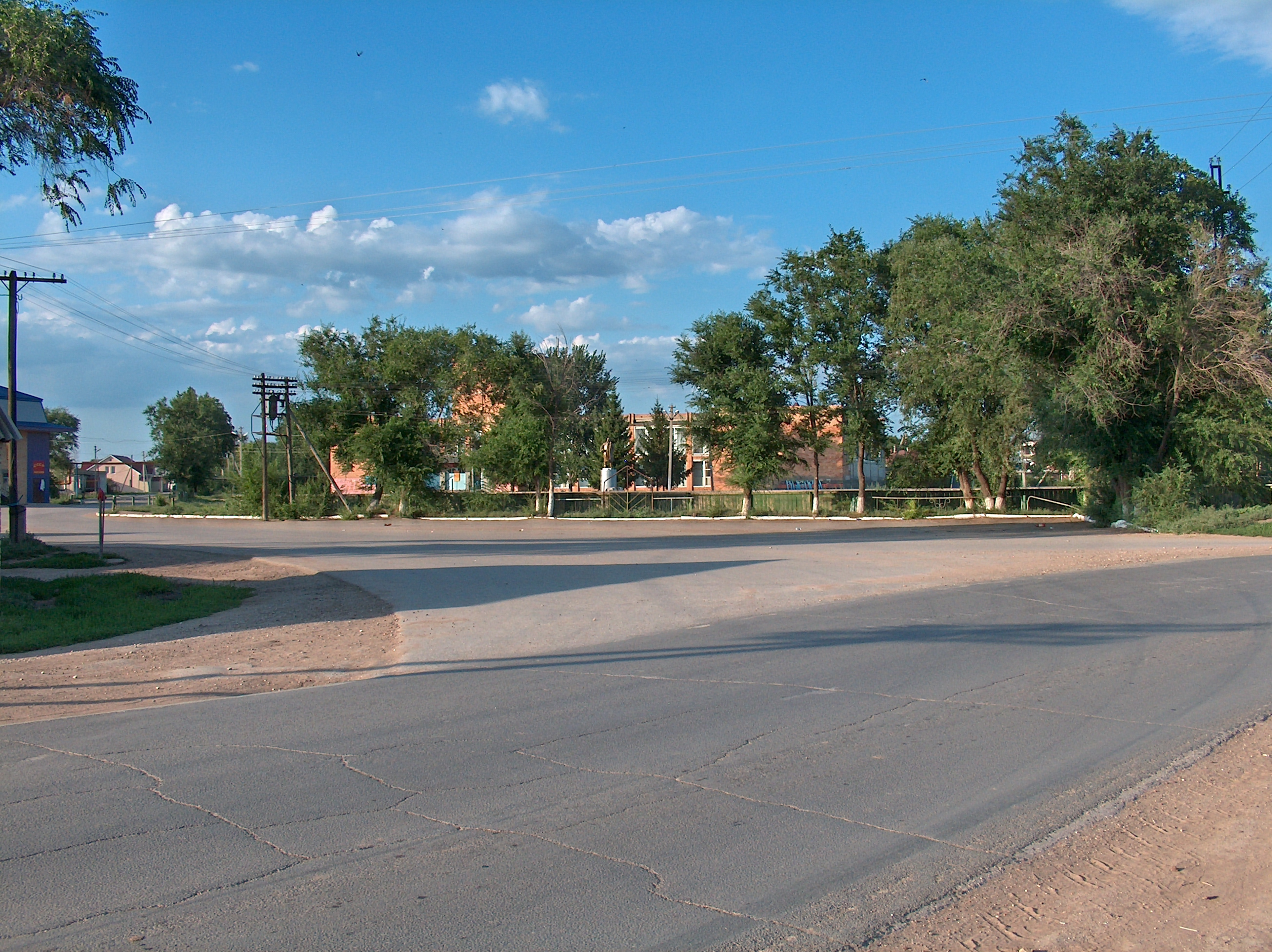
Дом культуры и сквер перед ним со стороны улицы Торговой

### Современная история села

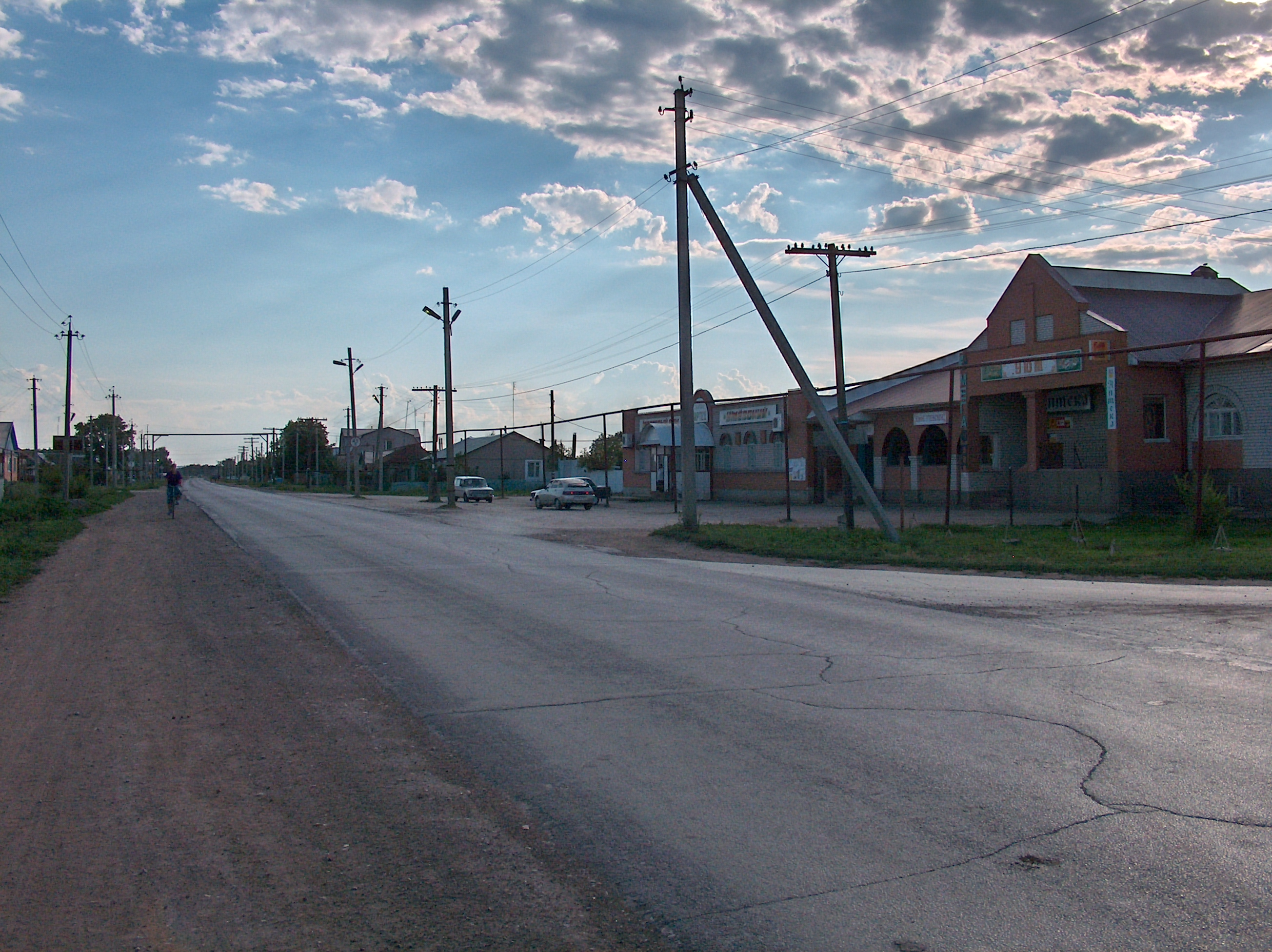
Вид Торговой улицы при въезде в село, в районе магазина «Пятёрочка».

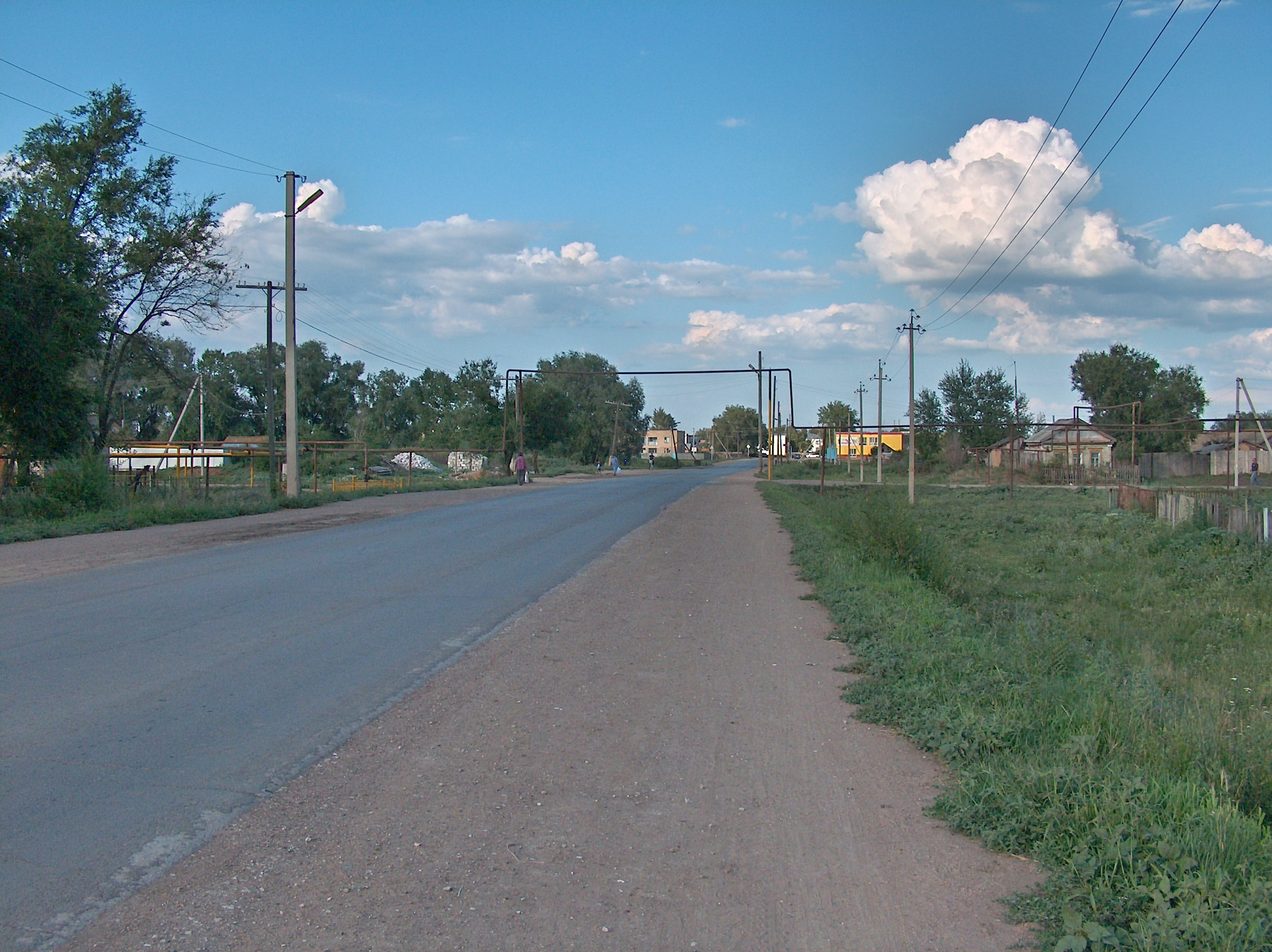
Вид Торговой улицы в сторону центра села при въезде, в районе магазина «Пятёрочка».

В 1810 (?) году в Утёвке на средства жителей была построена каменная церковь во имя Дмитрия Солунского. В тридцатые годы XX века она была закрыта, а здание разрушено.
С 1842 года в Утёвке была открыта первая школа, а с 1876 года стала регулярно работать почтовая связь.
После отмены крепостного права в 1861 году экономическое развитие села резко ускорилось, значительно возрос приток населения. Была построена и освящена 7 января 1892 года Троицкая церковь, при которой позднее в отдельном здании была открыта церковно-приходская школа. А в 1895 году при Дмитриевской церкви стала работать школа грамоты для взрослых, в которой преподавали две учительницы. По статистическим данным в 80-х годах XIX века в Утёвке процент грамотных людей составлял 6,7 %. К этому времени в Утёвке появляются торговые склады, насчитывается семь кузниц, пятнадцать ветряных мельниц, три трактира, строятся каменные дома зажиточных жителей села. К 1890 году в селе насчитывается 935 дворов, имелось три школы, фельдшерско-акушерский пункт, вёл прием частный врач Н. В. Дроздов.

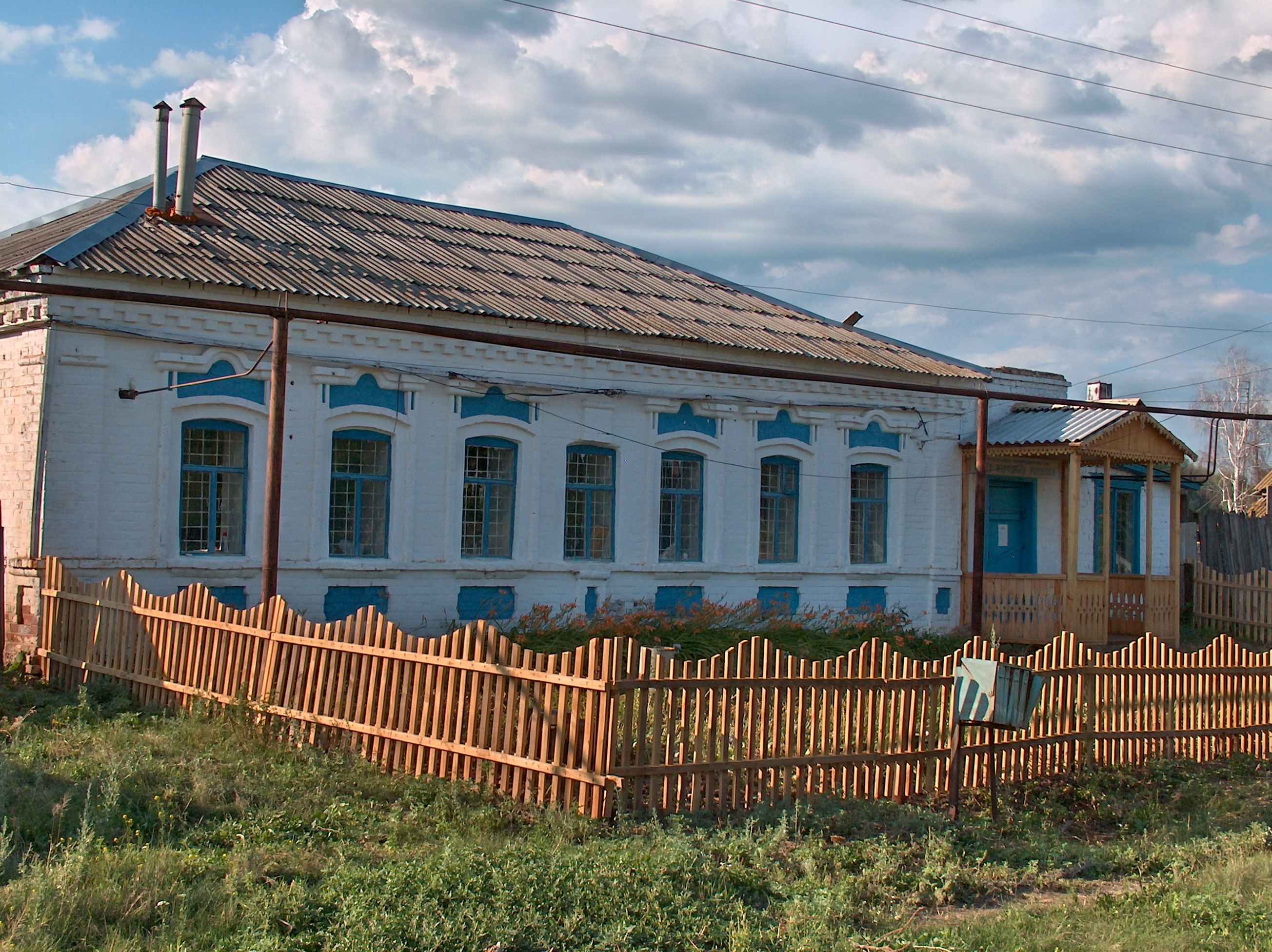
Каменный дом дореволюционной постройки зажиточных жителей села Утёвка на улице Крестьянской

Революция в России 1905 года не оказала сильного влияния на жизнь села, хотя отмечалось появление антиправительственных листовок, найденных жандармами при обыске в доме одного из жителей села — Кирсанова, а также призывы к борьбе с самодержавием на собрании крестьян села, организованном временно работающим в селе иконописцем Котельниковым. Отсутствие сильного противостояния с властями в этот период истории, вероятнее всего, объясняется тем, что в целом был высок процент зажиточных жителей в селе, земли хватало, и стоимость её аренды не была очень высокой.
Не обходили стороной Утёвку и беды, как общероссийского масштаба — Первая мировая война, например, так и локального характера. К примеру, летом 1910 года в Утёвке случилась эпидемия холеры, фиксировалось до 14 смертей в день. В 1915 году случился сильный пожар — выгорело до 140 дворов. В 1916 году село приняло много беженцев из западных прифронтовых областей центральной России, которые жили по частным подворьям, а также пленных немцев и австрийцев.
К 1917 году в селе насчитывалось 993 крестьянских хозяйства, из которых 260 были зажиточными. Наиболее богатыми считались братья Тимонтаевы, владевшие до 800 десятин земли, Ефим Печёнов, владевший до тысячи десятин земли, а также семья Сёмочкиных. Все эти люди сами являлись в первую очередь крестьянами-тружениками, хотя и нанимали работников.

Памятник борцам за Советскую власть в Утёвке на улице Красная площадь

После октября 1917 года в селе произошло политическое размежевание как на сторонников Советской власти, так и на сторонников созыва Учредительного собрания, последних возглавляли торговец мануфактурой Василий Колебанов и зажиточный крестьянин Ефим Печёнов. Однако до лета 1918 года политическое противостояние в Утёвке не принимало радикального характера. Хотя, например, в январе 1918 года в сёла волости, в том числе и в Утёвку, из Самары были направлены продотряды для принудительного изъятия хлебных излишков у кулаков, и Сельский совет, возглавляемый сторонниками советской власти, при активной помощи ревкома села производил учёт хлебных запасов, отбирал у населения имеющееся на руках оружие, а весной стал изымать землю у богатых землевладельцев. Однако к тому времени против Советской власти активно, с оружием в руках, выступили уральские казаки, разъезды которых иногда добирались и до Утёвки.
В июне 1918 года Комитет членов Учредительного собрания («Комуч») в Самаре объявил о наборе в армию для борьбы с большевиками, однако большого желания идти в эту армию жители Утёвки не проявили. Для борьбы с саботажниками из Самары был послан вооружённый карательный отряд. Противники Советской власти в Утёвке передали военным список советских активистов, и двое из этого списка — В. С. Пудовкин и С. М. Проживин были расстреляны, а в отношении других активистов ограничились поркой плетьми.
В 1920 году был собран не очень хороший урожай зерна, а при этом все крестьянские запасы были опустошены тотальной продразвёрсткой. С апреля по июль 1921 года в Поволжье произошла сильнейшая засуха, поэтому зиму 1921—1922 года жители Утёвки встретили без хлебных запасов и корма для скота. В результате возникшего сильнейшего голода многие жители села уезжали целыми семьями в Пензу, в Сибирь и в Ташкент. Происходили массовые голодные смерти. Школы были закрыты, а в их помещениях были организованы детские дома для оставшихся без родителей детей и открыты столовые. В апреле 1922 года Утёвка стала оживать после страшнейшего голода прошедшей зимы.
В тридцатые годы XX века оба храма в селе были закрыты, их священнослужители репрессированы. Здание Дмитриевской церкви позднее было снесено, как и колокольня Троицкого храма. В 1989 года храм Святой Троицы в селе Утёвка был восстановлен и после восстановления был заново освящён в 1991 году, а позднее была заново построена его колокольня, и 7 апреля 2005 заново раздался звон вновь обретённых на ней колоколов.
Утёвка — самое крупное село района, с 1935 по 1965 год оно являлось центром района (который носил в те годы наименование Утёвский).

### Мемориалы
Жители села с большим уважением относятся к своей истории, к памяти о своих земляках, поэтому в селе имеются мемориалы в память о далёких или совсем недавних событиях, связанных с историей села.

Мемориал на улице Красная площадь в селе Утёвка односельчанам, погибшим в Великой Отечественной войне

Например на улице Красная площадь находится мемориальная стела над (?) могилой борцов за советскую власть в Утёвке. Недалеко находится мемориал в честь жителей села, погибших на фронтах Великой Отечественной войны. Рядом со стелой этого мемориала находятся мраморные плиты, на которых выбиты фамилии жителей Утёвки, не вернувшихся с войны.

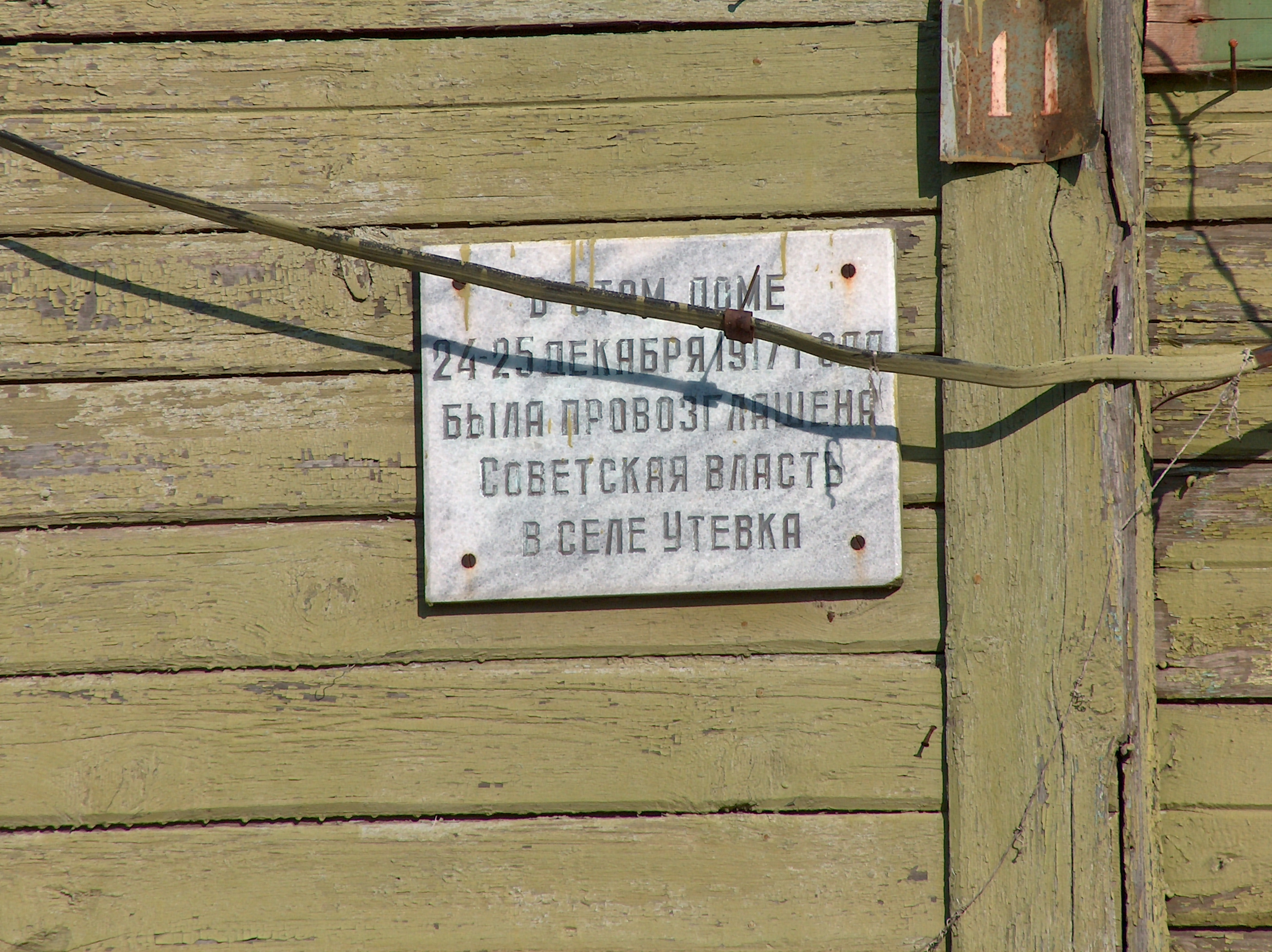
Мемориальная табличка на доме № 11 по улице Крестьянской, в котором в декабре 1917 года была провозглашена Советская власть в Утёвке

На улице Крестьянской на доме № 11 находится мемориальная табличка о том, что в этом доме в декабре 1917 года в Утёвке была провозглашена Советская власть.

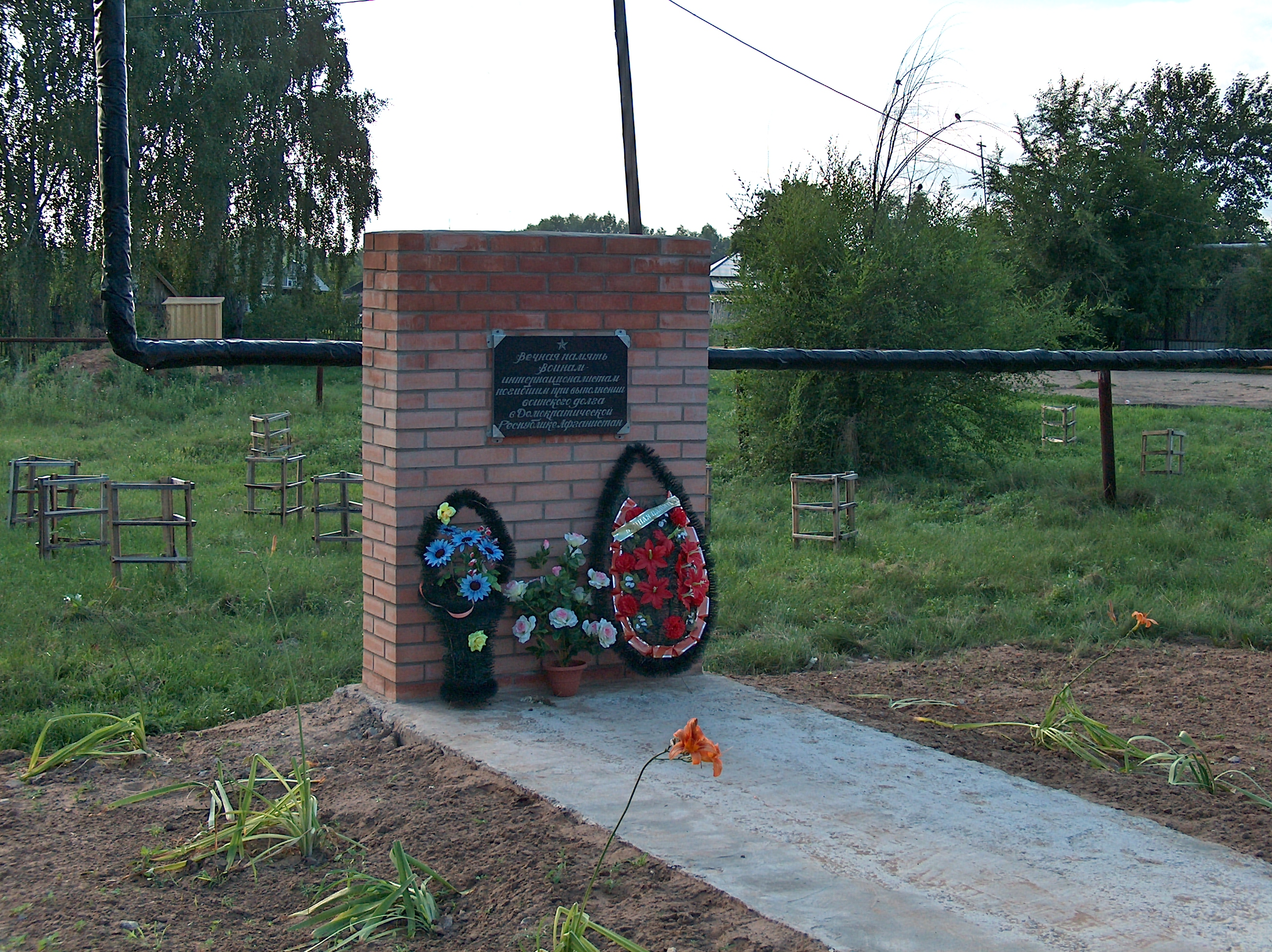
Памятник воинам-интернационалистам, погибшим на земле Афганистана

Недалеко от здания сельской администрации находится сравнительно недавний памятник воинам-интернационалистам, погибшим при выполнении своего воинского долга на земле Афганистана.
В селе Утёвка родилось и жило немало талантливых и энергичных людей, внёсших каждый свою лепту в славную историю и края, и губернии, и всей России. Например, огромный вклад в изучение истории села Утёвка внёс местный краевед Кузьма Емельянович Данилов.

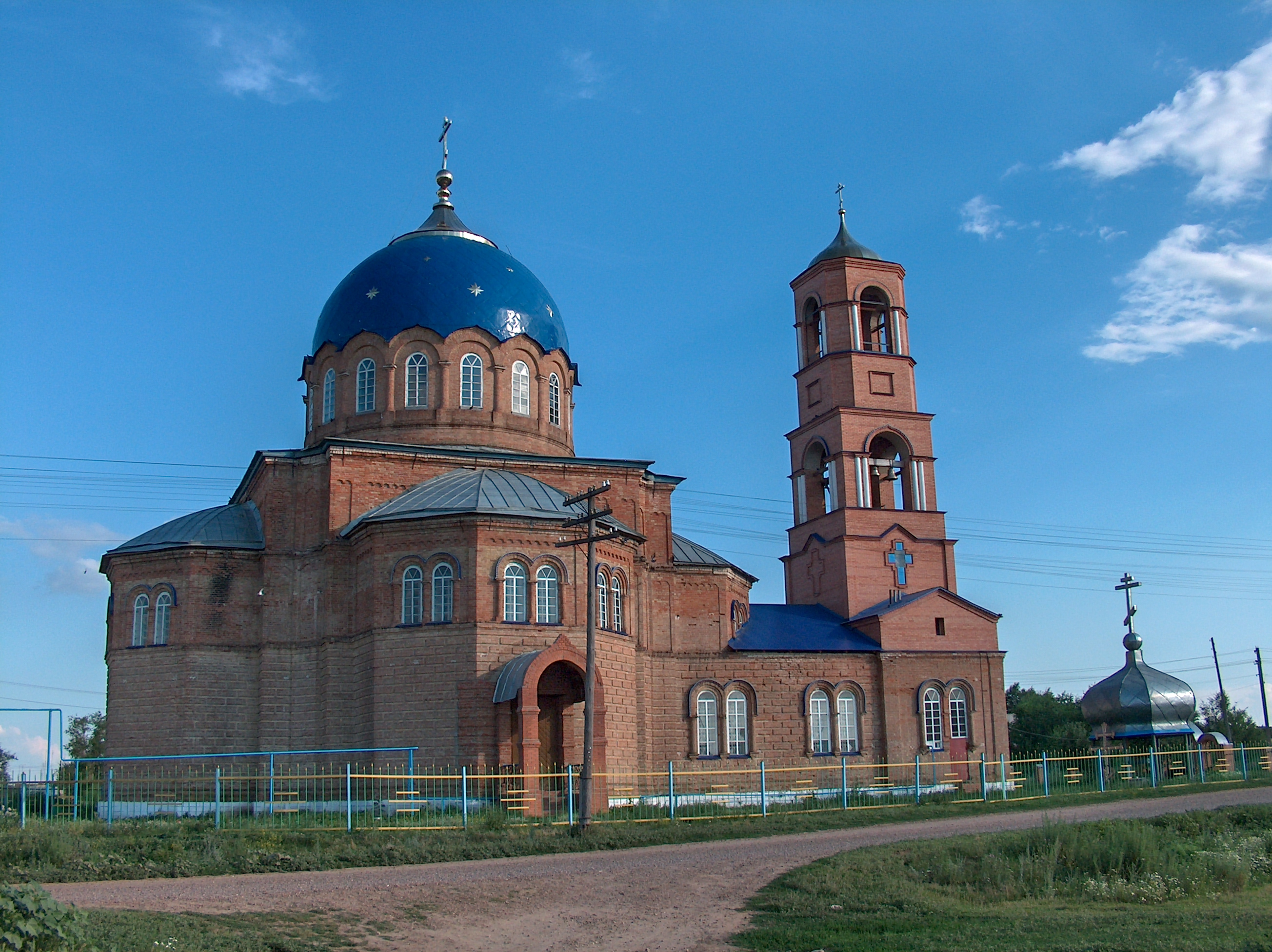
Храм Святой Троицы в селе Утёвка

### Прославленный художник-иконописец
Пожалуй, самым известным утёвским жителем, оставившим в истории свой яркий творческий и человеческий след, является житель села Григорий Николаевич Журавлёв — безрукий и безногий художник-самоучка, расписавший храм Святой Троицы в селе Утёвка, написавший немало икон и создавший яркие, запоминающиеся портреты своих земляков и современников.
Г. Н. Журавлёв был художником-самоучкой. Благодаря помощи родных и близких ему людей, ему удалось получить образование (писал он карандашом, зажатым в зубах), а также освоил технику живописи маслом — кисти он также держал зажатыми в зубах.
Имя художника было широко известно не только в Самарской губернии, но и далеко за её пределами. Известно, что он выполнял заказы на написание икон многих известных людей своего времени, и вёл переписку с губернатором Самары и последним русским императором Николаем II, а также ему была назначена пожизненная государственная ежегодная пенсия в размере 60 рублей.

## Археология и палеогенетика
В 0,8 км к северо-северо-востоку от села Утёвка находится курганный могильник бронзового века Утёвка VI, датируемый первой половиной II тыс. до н. э. (потаповский культурный тип). В нём находились одни из самых богатых и необычных могил потаповской культуры. Курган 6, могила 2, содержал шесть человек: пару мужчин и женщин, похороненных лицом друг к другу в возрасте 15—17 лет, четверых детей и младенцев, слишком старых и многочисленных, чтобы быть потомками пары — возможно, братьев и сестёр. У образца I0246/SVP41 (2200—1800 лет до н. э.) определили Y-хромосомную гаплогруппу P1. У образца I0419/SVP27 (2200—1900 лет до н. э.) определили Y-хромосомную гаплогруппу R1a1a1b и митохондриальную гаплогруппу U2e1h. В могильнике Утёвка VI найдены самые ранние снаряжения для вождения колесницы.